# Arkadiusz Milik
Arkadiusz Krystian Milik (Tychy, 28 de fevereiro de 1994) é um futebolista polaco que atua como centroavante. Atualmente joga na Juventus.

## Carreira

### Bayer Leverkusen
Em 12 de dezembro de 2012, Milik assinou com o Bayer Leverkusen por 3,5 milhões de euros.

### Ajax
Em 15 de maio de 2014, foi anunciado que Milik iria passar a temporada 2014–15 emprestado ao AFC Ajax, com opção de compra de 2,8 milhões de euros.
Estreou em 3 de agosto de 2014, na derrota por 1–0 contra o Zwolle pela Johan Cruijff Schaal. Em 13 de setembro de 2014, marcou dois gols na vitória por 2–1 sobre o Heracles Almelo.

### Napoli
Em 1 de agosto de 2016, Milik assinou com o S.S.C. Napoli por 35 milhões de euros. Estreou em 21 de agosto de 2016, no empate por 2–2 contra o Pescara.
Em 27 de agosto de 2016, marcou dois gols na vitória por 4–2 sobre o Milan pela Serie A de 2016–17. Marcou dois gols na vitória por 2–1 sobre o Dínamo de Kiev pela Liga dos Campeões.
Em 17 de setembro de 2016, marcou mais dois gols na vitória por 3–1 sobre o Bologna. Em 28 de setembro de 2016, marcou na vitória por 4–2 sobre o Benfica pela Liga dos Campeões.

### Olympique de Marseille
Em 21 de janeiro de 2021, o Olympique de Marselha contratou Milik por empréstimo com obrigação de compra.
Em 23 de janeiro, ele fez sua estreia na Ligue 1, na derrota por 3–1 para o Monaco. Ele marcou seu primeiro gol pelo Olympique de Marselha no dia 3 de fevereiro, no empate fora de casa contra o Lens, que terminou com o placar de 2 a 2. Em 16 de maio de 2021, ele marcou três gols na vitória em casa por 3 a 2 sobre o Angers.
Milik encerrou sua passagem pelo Olimpique com Milik 30 gols e deu três assistências em 55 jogos.

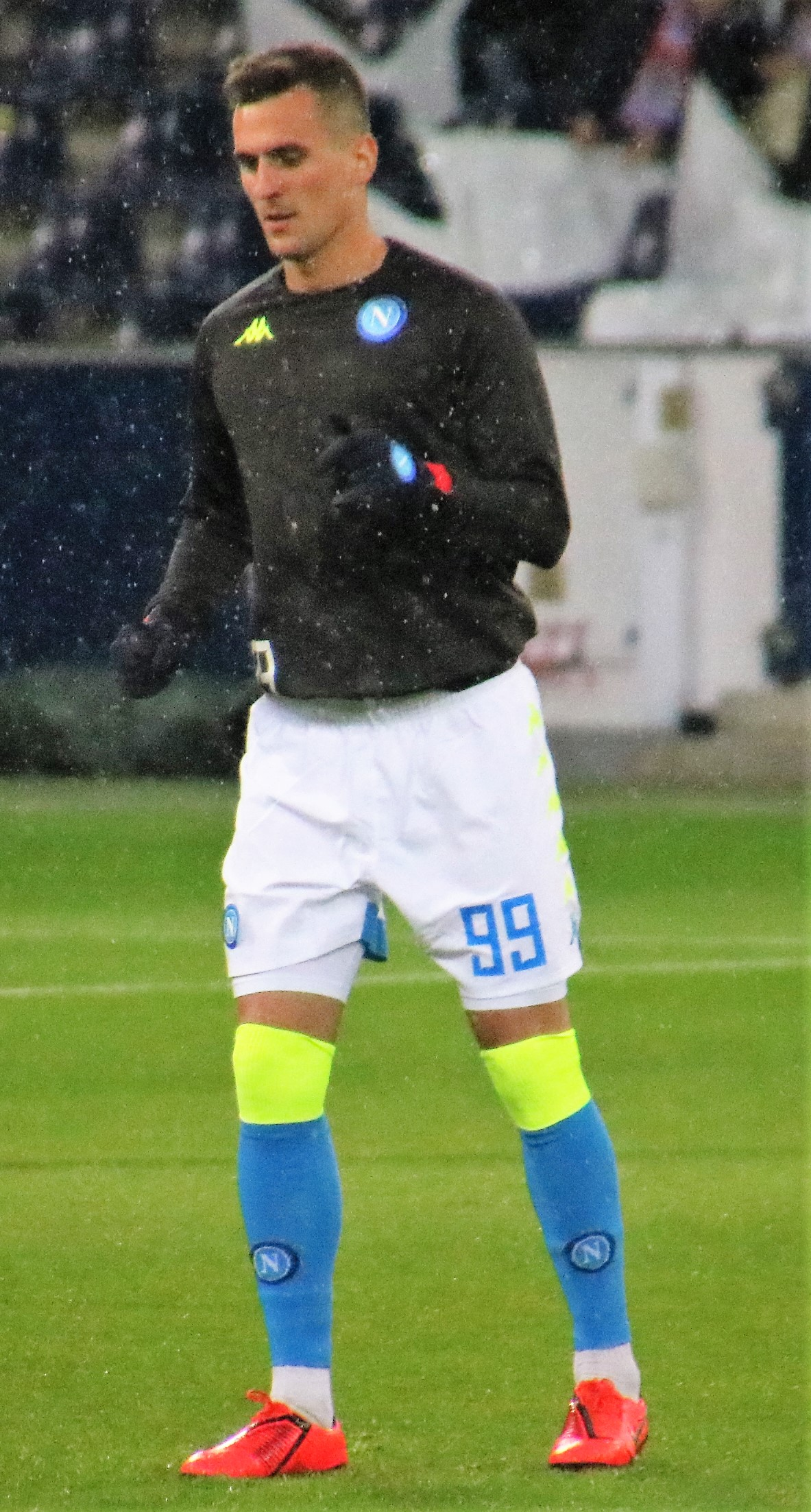
Milik se aquecendo antes da partida contra o Napoli em 2019.

### Juventus
Em 25 de agosto de 2022, a Juventus anunciou a contratação de Arkadiusz Milik, por empréstimo junto ao Olympique de Marseille, válido por uma temporada, além do valor de compra fixado em € 8 milhões (R$ 40 milhões). Estreou-se com a camisa alvinegra no dia seguinte, no campeonato , substituindo Fabio Miretti aos 76 minutos do empate em casa contra a Roma (1-1). No dia 31 de agosto, na vitória em casa contra o Spezia, ele marcou seu primeiro gol.
Milik passou a temporada como opção de banco, porém se destacou quando esteve em campo. Ele terminou sua primeira temporada com nove golos nas 41 partidas que disputou com a camisa da Vecchia Signora. Além de ter seu contrato definitivo com a Juve. ele assinou um contrato de três épocas e custou 6,3 milhões de euros, aos quais acrescem 1,1 milhões por objetivos relativo ao desempenho do avançado.
Em 11 de janeiro de 2024, Milik marcou seu primeiro hat-trick pela Juventus na goleada por 4-0 sobre o Frosinone  na semifinal da Copa da Itália.

## Seleção Polonesa
Estreou pela seleção principal em 12 de outubro de 2012, na vitória por 1–0 sobre a África do Sul. Em 14 de dezembro de 2016, marcou seu primeiro gol pela seleção principal na vitória por 4–1 sobre a Macedônia.
Milik fez parte do elenco da Seleção Polonesa de Futebol da Eurocopa de 2016.

## Estatísticas
Atualizado até 5 de maio de 2022.

### Clubes
| Equipe                 | Temporada         | Campeonato nacional | Campeonato nacional | Copa nacional | Copa nacional | Competições continentais | Competições continentais | Total | Total |
| Equipe                 | Temporada         | Jogos               | Gols                | Jogos         | Gols          | Jogos                    | Gols                     | Jogos | Gols  |
| ---------------------- | ----------------- | ------------------- | ------------------- | ------------- | ------------- | ------------------------ | ------------------------ | ----- | ----- |
| Rozwój Katowice        | 2010–11           | 10                  | 4                   | –             | –             | –                        | –                        | 10    | 4     |
| Rozwój Katowice        | Total             | 10                  | 4                   | –             | –             | –                        | –                        | 10    | 4     |
| Górnik Zabrze          | 2011–12           | 24                  | 4                   | 1             | 0             | –                        | –                        | 25    | 4     |
| Górnik Zabrze          | 2012–13           | 14                  | 7                   | 1             | 1             | –                        | –                        | 15    | 8     |
| Górnik Zabrze          | Total             | 38                  | 11                  | 2             | 1             | –                        | –                        | 40    | 12    |
| Bayer Leverkusen       | 2012–13           | 6                   | 0                   | 0             | 0             | 2                        | 0                        | 8     | 0     |
| Bayer Leverkusen       | Total             | 6                   | 0                   | 0             | 0             | 2                        | 0                        | 8     | 0     |
| Augsburg               | 2013–14           | 18                  | 2                   | 2             | 0             | –                        | –                        | 20    | 2     |
| Augsburg               | Total             | 18                  | 2                   | 2             | 0             | –                        | –                        | 20    | 2     |
| Ajax                   | 2014–15           | 21                  | 11                  | 3             | 8             | 9                        | 4                        | 33    | 23    |
| Ajax                   | 2015–16           | 31                  | 21                  | 2             | 0             | 9                        | 3                        | 42    | 24    |
| Ajax                   | Total             | 52                  | 32                  | 5             | 8             | 18                       | 7                        | 75    | 47    |
| Napoli                 | 2016–17           | 17                  | 5                   | 2             | 0             | 4                        | 3                        | 23    | 8     |
| Napoli                 | 2017–18           | 15                  | 5                   | 0             | 0             | 2                        | 1                        | 17    | 6     |
| Napoli                 | 2018–19           | 35                  | 17                  | 2             | 1             | 10                       | 2                        | 47    | 20    |
| Napoli                 | 2019-20           | 26                  | 11                  | 4             | 0             | 5                        | 3                        | 35    | 14    |
| Napoli                 | 2020-21           | 0                   | 0                   | 0             | 0             | 0                        | 0                        | 0     | 0     |
| Napoli                 | Total             | 48                  | 20                  | 2             | 0             | 10                       | 4                        | 60    | 24    |
| Olympique de Marseille | 2020–21           | 15                  | 9                   | 1             | 1             | 0                        | 0                        | 16    | 10    |
| Olympique de Marseille | 2021–22           | 22                  | 7                   | 4             | 5             | 10                       | 8                        | 36    | 20    |
| Olympique de Marseille | Total             | 37                  | 16                  | 5             | 6             | 10                       | 8                        | 52    | 30    |
| Total na carreira      | Total na carreira | 172                 | 69                  | 11            | 9             | 30                       | 11                       | 213   | 89    |

### Seleção Polonesa
| Ano   |       |      |       |
| Ano   | Jogos | Gols | Média |
| ----- | ----- | ---- | ----- |
| 2011  | 1     | 1    | 1     |
| Total | 1     | 1    | 1     |

| Ano   |       |      |
| Ano   | Jogos | Gols |
| ----- | ----- | ---- |
| 2012  | 1     | 0    |
| Total | 1     | 0    |

| Ano   |       |      |         |       |
| Ano   | Jogos | Gols | Assist. | Média |
| ----- | ----- | ---- | ------- | ----- |
| 2011  | 6     | 4    | 0       | 0,66  |
| 2012  | 1     | 1    | 2       | 1     |
| Total | 7     | 5    | 2       | 0,71  |

| Ano   |       |      |         |       |
| Ano   | Jogos | Gols | Assist. | Média |
| ----- | ----- | ---- | ------- | ----- |
| 2012  | 2     | 0    | 0       | 0     |
| 2013  | 7     | 10   | 1       | 1,4   |
| Total | 9     | 10   | 1       | 1,1   |

| Ano   |       |      |         |       |
| Ano   | Jogos | Gols | Assist. | Média |
| ----- | ----- | ---- | ------- | ----- |
| 2012  | 4     | 1    | 0       | 0,25  |
| 2013  | 2     | 0    | 0       | 0     |
| 2014  | 8     | 5    | 2       | 0,62  |
| 2015  | 8     | 4    | 7       | 0,5   |
| 2016  | 11    | 1    | 2       | 0,1   |
| 2017  | 3     | 1    | 0       | 0,3   |
| 2018  | 9     | 1    | 0       | 0     |
| 2019  | 4     | 1    | 1       | 0     |
| 2020  | 7     | 1    | 1       | 0     |
| 2021  | 5     | 1    | 1       | 0,20  |
| 2022  | 1     | 0    | 0       | 0     |
| Total | 62    | 16   | 14      | 0,26  |

Expanda a caixa de informações para conferir todos os jogos deste jogador, pela sua seleção nacional.
Sub-17
|    | Data                | Local | Resultado | Adversário | Gol(s) | Competição |
| -- | ------------------- | ----- | --------- | ---------- | ------ | ---------- |
| 1. | 13 de abril de 2011 |       | 4–1       | Inglaterra | 1      | Amistoso   |

Sub-18
|    | Data               | Local                    | Resultado | Adversário | Gol(s) | Competição |
| -- | ------------------ | ------------------------ | --------- | ---------- | ------ | ---------- |
| 1. | 7 de março de 2012 | Alexandra Stadium, Crewe | 0–3       | Inglaterra | 0      | Amistoso   |

Sub-19
|    | Data                   | Local                                    | Resultado | Adversário   | Gol(s) | Competição                |
| -- | ---------------------- | ---------------------------------------- | --------- | ------------ | ------ | ------------------------- |
| 1. | 9 de agosto de 2011    |                                          | 0–0       | Noruega      | 0      | Amistoso                  |
| 2. | 31 de agosto de 2011   |                                          | 3–1       | Bielorrússia | 2      | Amistoso                  |
| 3. | 11 de outubro de 2011  |                                          | 2–1       | Hungria      | 1      | Amistoso                  |
| 4. | 11 de novembro de 2011 | Universidade Anadolu, Esquixequir        | 1–3       | Geórgia      | 0      | Elim. Europeu Sub-19 2012 |
| 5. | 13 de novembro de 2011 | Universidade Anadolu, Esquixequir        | 2–1       | Luxemburgo   | 1      | Elim. Europeu Sub-19 2012 |
| 6. | 16 de novembro de 2011 | Novo Estádio de Esquixequir, Esquixequir | 2–2       | Turquia      | 0      | Elim. Europeu Sub-19 2012 |
| 7. | 13 de agosto de 2012   |                                          | 4–3       | Letónia      | 1      | Amistoso                  |

Sub-21
|    | Data                   | Local                                     | Resultado | Adversário | Gol(s) | Competição                |
| -- | ---------------------- | ----------------------------------------- | --------- | ---------- | ------ | ------------------------- |
| 1. | 6 de setembro de 2012  | Estádio Central, Ecaterimburgo            | 1–4       | Rússia     | 0      | Elim. Europeu Sub-21 2013 |
| 2. | 10 de setembro de 2012 | Stadion GOSiR, Gdynia                     | 0–0       | Portugal   | 0      | Elim. Europeu Sub-21 2013 |
| 3. | 6 de junho de 2013     | Estádio Marshal Józef Piłsudski, Cracóvia | 2–0       | Malta      | 1      | Elim. Europeu Sub-21 2015 |
| 4. | 10 de junho de 2013    | Fredrikstad Stadion, Kråkerøy             | 2–4       | Noruega    | 1      | Amistoso                  |
| 5. | 13 de agosto de 2013   | Pepsi Arena, Varsóvia                     | 3–1       | Turquia    | 2      | Elim. Europeu Sub-21 2015 |
| 6. | 12 de outubro de 2013  | Estádio Marshal Józef Piłsudski, Cracóvia | 2–0       | Suécia     | 0      | Elim. Europeu Sub-21 2015 |
| 7. | 15 de outubro de 2013  | Antalya Atatürk Stadium, Antália          | 0–1       | Turquia    | 0      | Elim. Europeu Sub-21 2015 |
| 8. | 15 de novembro de 2013 | Hibernians Ground, Paola                  | 5–1       | Malta      | 3      | Elim. Europeu Sub-21 2015 |
| 9. | 19 de novembro de 2013 | Estádio Marshal Józef Piłsudski, Cracóvia | 3–1       | Grécia     | 3      | Elim. Europeu Sub-21 2015 |

Seleção Principal
|     | Data                   | Local                                      | Resultado | Adversário           | Gol(s) | Competição                |
| --- | ---------------------- | ------------------------------------------ | --------- | -------------------- | ------ | ------------------------- |
| 1.  | 12 de outubro de 2012  | Estádio Nacional de Varsóvia, Varsóvia     | 1–0       | África do Sul        | 0      | Amistoso                  |
| 2.  | 17 de outubro de 2012  | Estádio Nacional de Varsóvia, Varsóvia     | 1–1       | Inglaterra           | 0      | Elim. Copa do Mundo 2014  |
| 3.  | 14 de novembro de 2012 | PGE Arena Gdańsk, Gdańsk                   | 1–3       | Uruguai              | 0      | Amistoso                  |
| 4.  | 14 de dezembro de 2012 | Mardan Sports Complex, Aksu                | 4–1       | Macedônia do Norte   | 1      | Amistoso                  |
| 5.  | 6 de fevereiro de 2013 | Aviva Stadium, Dublin                      | 0–2       | Irlanda              | 0      | Amistoso                  |
| 6.  | 26 de março de 2013    | Estádio Nacional de Varsóvia, Varsóvia     | 5–0       | San Marino           | 0      | Elim. Copa do Mundo 2014  |
| 7.  | 5 de março de 2014     | Estádio Nacional de Varsóvia, Varsóvia     | 0–1       | Escócia              | 0      | Amistoso                  |
| 8.  | 13 de maio de 2014     | Volksparkstadion, Hamburgo                 | 0–0       | Alemanha             | 0      | Amistoso                  |
| 9.  | 6 de junho de 2014     | PGE Arena Gdańsk, Gdańsk                   | 2–1       | Lituânia             | 1      | Amistoso                  |
| 10. | 7 de setembro de 2014  | Estádio Algarve, Loulé                     | 7–0       | Gibraltar            | 0      | Elim. Euro 2016           |
| 11. | 11 de outubro de 2014  | Estádio Nacional de Varsóvia, Varsóvia     | 2–0       | Alemanha             | 1      | Elim. Euro 2016           |
| 12. | 14 de outubro de 2014  | Estádio Nacional de Varsóvia, Varsóvia     | 2–2       | Escócia              | 1      | Elim. Euro 2016           |
| 13. | 14 de novembro de 2014 | Estádio Boris Paichadze, Tbilisi           | 4–0       | Geórgia              | 1      | Elim. Euro 2016           |
| 14. | 18 de novembro de 2014 | Estádio Municipal de Wroclaw, Breslávia    | 2–2       | Suíça                | 1      | Amistoso                  |
| 15. | 29 de março de 2015    | Aviva Stadium, Dublin                      | 1–1       | Irlanda              | 0      | Elim. Euro 2016           |
| 16. | 13 de junho de 2015    | Estádio Nacional de Varsóvia, Varsóvia     | 4–0       | Geórgia              | 1      | Elim. Euro 2016           |
| 17. | 16 de junho de 2015    | PGE Arena Gdańsk, Gdańsk                   | 0–0       | Grécia               | 0      | Amistoso                  |
| 18. | 4 de setembro de 2015  | Commerzbank-Arena, Frankfurt am Main       | 1–3       | Alemanha             | 0      | Elim. Euro 2016           |
| 19. | 7 de setembro de 2015  | Estádio Nacional de Varsóvia, Varsóvia     | 8–1       | Gibraltar            | 2      | Elim. Euro 2016           |
| 20. | 8 de outubro de 2015   | Hampden Park, Glasgow                      | 2–2       | Escócia              | 0      | Elim. Euro 2016           |
| 21. | 13 de novembro de 2015 | Estádio Nacional de Varsóvia, Varsóvia     | 4–2       | Islândia             | 0      | Amistoso                  |
| 22. | 17 de novembro de 2015 | Estádio Municipal de Wroclaw, Breslávia    | 3–1       | Tchéquia             | 1      | Amistoso                  |
| 23. | 23 de março de 2016    | Estádio Municipal de Poznań, Poznań        | 1–0       | Sérvia               | 0      | Amistoso                  |
| 24. | 26 de março de 2016    | Estádio Municipal de Wroclaw, Breslávia    | 5–0       | Finlândia            | 0      | Amistoso                  |
| 25. | 1 de junho de 2016     | PGE Arena Gdańsk, Gdańsk                   | 1–2       | Países Baixos        | 0      | Amistoso                  |
| 26. | 6 de junho de 2016     | Stadion Miejski w Krakowie, Cracóvia       | 0–0       | Lituânia             | 0      | Amistoso                  |
| 27. | 12 de junho de 2016    | Allianz Riviera, Nice                      | 1–0       | Irlanda do Norte     | 1      | Euro 2016                 |
| 28. | 16 de junho de 2016    | Stade de France, Saint-Denis               | 0–0       | Alemanha             | 0      | Euro 2016                 |
| 29. | 21 de junho de 2016    | Stade Vélodrome, Marselha                  | 1–0       | Ucrânia              | 0      | Euro 2016                 |
| 30. | 25 de junho de 2016    | Stade Geoffroy-Guichard, Saint-Étienne     | 1–1       | Suíça                | 0      | Euro 2016                 |
| 31. | 30 de junho de 2016    | Stade Vélodrome, Marselha                  | 1–1       | Portugal             | 0      | Euro 2016                 |
| 32. | 4 de setembro de 2016  | Astana Arena, Astana                       | 2–2       | Cazaquistão          | 0      | Elim. Copa do Mundo 2018  |
| 33. | 8 de outubro de 2016   | Estádio Nacional de Varsóvia, Varsóvia     | 3–2       | Dinamarca            | 0      | Elim. Copa do Mundo 2018  |
| 34. | 10 de junho de 2017    | Estádio Nacional de Varsóvia, Varsóvia     | 3–1       | Romênia              | 0      | Elim. Copa do Mundo 2018  |
| 35. | 1 de setembro de 2017  | Estádio Parken, Copenhaga                  | 0–4       | Dinamarca            | 0      | Elim. Copa do Mundo 2018  |
| 36. | 4 de setembro de 2017  | Estádio Nacional de Varsóvia, Varsóvia     | 3–1       | Cazaquistão          | 1      | Elim. Copa do Mundo 2018  |
| 37. | 23 de março de 2018    | Estádio Municipal de Wroclaw, Breslávia    | 0–1       | Nigéria              | 0      | Amistoso                  |
| 38. | 27 de março de 2018    | Estádio Municipal de Wroclaw, Breslávia    | 3–2       | Coreia do Sul        | 0      | Amistoso                  |
| 39. | 8 de junho de 2018     | Estádio Municipal de Poznań, Poznań        | 2–2       | Chile                | 0      | Amistoso                  |
| 40. | 12 de junho de 2018    | Estádio Nacional de Varsóvia, Varsóvia     | 4–0       | Lituânia             | 0      | Amistoso                  |
| 41. | 19 de junho de 2018    | Arena Otkrytie, Moscou                     | 1–2       | Senegal              | 0      | Copa do Mundo 2018        |
| 42. | 11 de setembro de 2018 | Estádio Municipal de Wroclaw, Breslávia    | 1–1       | Irlanda              | 0      | Amistoso                  |
| 43. | 14 de outubro de 2018  | Stadion Śląski, Chorzów                    | 0–1       | Itália               | 0      | Liga das Nações da UEFA A |
| 44. | 15 de novembro de 2018 | PGE Arena Gdańsk, Gdańsk                   | 0–1       | Tchéquia             | 0      | Amistoso                  |
| 45. | 20 de novembro de 2018 | Estádio D. Afonso Henriques, Guimarães     | 1–1       | Portugal             | 1      | Liga das Nações da UEFA A |
| 46. | 21 de março de 2019    | Ernst-Happel-Stadion, Viena                | 1–0       | Áustria              | 0      | Elim. Eurocopa 2020       |
| 47. | 24 de março de 2019    | Estádio Nacional de Varsóvia, Varsóvia     | 2–0       | Letónia              | 0      | Elim. Eurocopa 2020       |
| 48. | 10 de junho de 2019    | Estádio Nacional de Varsóvia, Varsóvia     | 4–0       | Israel               | 0      | Elim. Eurocopa 2020       |
| 49. | 13 de outubro de 2019  | Estádio Nacional de Varsóvia, Varsóvia     | 2–0       | Macedônia do Norte   | 1      | Elim. Eurocopa 2020       |
| 50. | 5 de setembro de 2020  | Johan Cruijff Arena, Amesterdão            | 0–1       | Países Baixos        | 0      | Liga das Nações da UEFA A |
| 51. | 7 de setembro de 2020  | Estádio Bilino Polje, Zenica               | 2–1       | Bósnia e Herzegovina | 0      | Liga das Nações da UEFA A |
| 52. | 7 de outubro de 2020   | PGE Arena Gdańsk, Gdańsk                   | 5–1       | Finlândia            | 1      | Amistoso                  |
| 53. | 11 de outubro de 2020  | PGE Arena Gdańsk, Gdańsk                   | 0–0       | Itália               | 0      | Liga das Nações da UEFA A |
| 54. | 14 de outubro de 2020  | Estádio Nacional de Varsóvia, Varsóvia     | 3–0       | Bósnia e Herzegovina | 0      | Liga das Nações da UEFA A |
| 55. | 11 de novembro de 2020 | Stadion Śląski, Chorzów                    | 2–0       | Ucrânia              | 0      | Amistoso                  |
| 56. | 15 de novembro de 2020 | Etádio Mapei, Régio da Emília              | 0–2       | Itália               | 0      | Elim. Mundo 2022          |
| 57. | 25 de março de 2021    | Budapest, Budapest                         | 3–3       | Hungria              | 0      | Elim. Mundo 2022          |
| 58. | 28 de março de 2021    | Stadion Narodowy, Varsóvia                 | 3–0       | Andorra              | 0      | Elim. Mundo 2022          |
| 59. | 28 de março de 2021    | Wembley, London                            | 1–2       | Inglaterra           | 0      | Elim. Mundo 2022          |
| 60. | 12 de novembro de 2021 | Estadi Comunal d'Andorra la Vella, Andorra | 4–1       | Andorra              | 1      | Elim. Mundo 2022          |
| 61. | 15 de novembro de 2021 | Stadion Narodowy, Varsóvia                 | 1–2       | Hungria              | 0      | Elim. Mundo 2022          |
| 62. | 24 de março de 2022    | Hampden Park, Glasgow                      | 1–1       | Escócia              | 0      | Amistoso                  |

## Títulos
Napoli
- Coppa Italia: 2019–20

Juventus
- Coppa Italia: 2023–24

### Artilharias
- Copa KNVB de 2014–15 (8 gols)
- Coppa Italia de 2023–24 (4 gols)